# Doctor Occult
El Doctor Richard Occult es un superhéroe que aparece en cómics publicados por DC Comics. Creado por los creadores de Superman, Jerry Siegel y Joe Shuster, el Doctor Occult, también conocido como El detective fantasma, es un investigador privado y hechicero, especializado en casos relacionados con lo sobrenatural. El Doctor Occult es el personaje más antiguo creado por DC Comics que todavía es utilizado en el Universo DC.

## Historia editorial
El personaje apareció por primera vez en el número 6 de New Fun Comics, en 1935, como uno de los primeros superhéroes publicados por DC y en los cómics en general. Se le representó como un detective sobrenatural, cuyo estilo se parecía a Sam Spade, pero con habilidades sobrenaturales.
También apareció en el número 1 de la serie de Centaur Publications'' The Comics Magazine, bajo el nombre de "Dr. Mystic". Se trataba del mismo personaje, dado que su historia, "The Koth and the Seven", empezó en The Comics Magazine y continuó en los números 14 a 17 de More Fun Comics. En esta historia, viajaba a un reino místico donde podía volar y llevaba una capa, lo que le convirtió en el primer superhéroe que llevaba dicho atuendo. La historia introdujo a los Siete, un grupo de místicos cuyo origen se recontaría más tarde para convertirles en los padres adoptivos de Richard Occult y Rose Psychic. El Doctor Occult hizo su última aparición original en el número 43 de More Fun Comics, en 1938.
Más tarde apareció en Crisis en Tierras Infinitas (1986), Los libros de la magia (1991), Vertigo Visions: Dr. Occult (junio de 1994), y La Brigada de la gabardina (1999).

## Biografía ficticia del personaje
El Doctor Occult fue resucitado casi cincuenta años más tarde después de su última aparición, en la serie All-Star Squadron, un título que transcurría durante la Segunda Guerra Mundial pero escrita en 1985. En la serie se le otorgó una historia de origen, consistente en que, en el Día de Año Nuevo de 1899, Occult y Rose Psychic fueron rescatados de un asesinato ritual a manos de un culto satánico por un misterioso grupo llamado "Los Siete". Más tarde, ambos serían entrenados en el uso de la magia. 36 años más tarde, el Doctor Occult abrió una agencia de detectives, especializada en crímenes de naturaleza mística, y durante la Segunda Guerra Mundial se unió al All-Star Squadron. En algún momento, él y Rose se fusionaron en un único ser. El Doctor Occult utiliza la brujería para ralentizar su proceso de envejecimiento, por lo que aparece en los cómics modernos como un hombre entre los treinta y cuarenta años, aunque nació al final del siglo XIX.
A diferencia de otros personajes de la Edad Dorada de los Cómics resucitados por Roy Thomas en la serie, su aparición no llevó a un renacimiento del personaje, posiblemente porque en el momento de su aparición el cómic fue afectado por Crisis en Tierras Infinitas, en la que jugó un papel significativo. Bajo su apariencia actual, el Doctor Occult viste una gabardina y una fedora, y utiliza un disco mágico multicolor, el Símbolo de los Siete, como su arma mágica principal.
En 1991, Neil Gaiman llevó al personaje al primer plano, cuando le convirtió en uno de los protagonistas de la miniserie Los libros de la magia. En el tercer número, actúa como el guía de Tim Hunter a otros mundos. Cuando visitan Faerie, se transforma en Rose. Tim aprende muchas cosas importantes del Dr. Occult, mientras queda casi atrapado en el reino de las Hadas, con el objetivo de convertir a Tim en el hechicero más poderoso de esta era. Los otros guías en esta misión son Mister E, Phantom Stranger, y John Constantine, que denomina al grupo la Brigada de la Gabardina. Los cuatro volverían más tarde al ser convocados por Timothy, quien, habiéndolo perdido todo, necesita una nueva dirección en su vida.
Historias posteriores continúan la idea de que Occult y Rose Psychic son un único ser. Se les dieron dos historias de origen, por DC, para explicar cómo se convirtieron en una única persona. La primera fue en el Annual número 7 de Superman, que explicaba cómo Superman y el Dr. Occult se encontraron por primera vez. En la historia, el Dr. Occult explicaba que Rose había sufrido graves heridas en una batalla contra una criatura llamada Thahn. Occult lleva a Superman, y al lector, a creer que Rose había sido asesinada. Así que Superman queda conmocionado tras, más adelante, entrar en contacto con una Rose viva, y se pregunta dónde está Occult. Cuando la historia concluye Superman y Occult derrotan a Thahn, pero Superman no ve cómo Occult y Rose se intercambian, aunque el lector sí lo hace. Se revela entonces que los Siete salvaron a Rose permitiéndoles compartir el mismo espacio temporal. Más adelante, en la miniserie The Justice Society Returns, una nueva versión explicaba que el Doctor Occult fue asesinado en una batalla contra una entidad de otro mundo, y Rose fusionó sus almas para devolverle a la vida.

### Centinelas de la magia
El Doctor Occult es uno de los Centinelas de la Magia, un grupo creado para prevenir los ataques de artefactos como la Lanza del Destino, si cayeran en malas manos.
Juega un papel vital en el incidente del Día del Juicio, ayudando a proteger la Tierra de una invasión demoníaca. El mismo Infierno se ha vaciado de demonios y la Tierra está en peligro de ser destruida por Asmodel, un ángel caído que ha robado el poder del El Espectro. Batallando en las calles destrozadas, Occult trabaja con otros héroes, como Katana, Batman, el Fantasma Errante y Ragman, pero específicamente trata de proteger a Madame Xanadu, quién ha robado parte del poder de Asmodel, debilitándole, y se oculta de él tras un campo de fuerza.
Más tarde, confuso y sin un huésped, el Espectro destrozaría la Roca de la Eternidad, esparciendo sus restos por toda Gotham City. Varias docenas de superhéroes místicos, incluyendo al Doctor Occult, el Fantasma Errante, el Detective Chimp y Rex el Perro Maravilla, trabajan juntos para liberar Gotham City de su influencia demoniaca. Occult es brevemente poseído por los semiconscientes "Siete pecados del hombre", que fueron aprisionados en la Roca durante algún tiempo. Pronto, Gotham, y Occult son liberados de las influencias demoníacas.
En la serie limitada JLA: Bautismo negro (mayo- agosto de 2001), el Doctor Occult ayuda a la JLA en su lucha contra un grupo de demonios cuya apariencia se basa en gánsteres americanos. En parte motivados por la venganza, se enfrentan a los Centinelas de la Magia y otras entidades que ayudaron en el incidente del "Día del Juicio". Occult se ve forzado a huir, escondiéndose como Rose en un refugio místico, el "Scrap Bar". Es atacado por tres de los Diablos, que aprovechan la oportunidad para intentar asesinar a los otros hechiceros. Mujer Maravilla y Linterna Verde le rescatan y someten a los demonios. Pronto ayuda a curar a Superman, que había sido herida por una "bala gusano" mágica.
El Doctor Occult se convierte más tarde en un reservista de la JSA.

### Reign in Hell
El Doctor Occult es el personaje principal de la historia de complemento que se publicó en la miniserie Reign in Hell, en la que entraba en el Infierno para encontrar a Rose Psychic. Rose se había perdido durante un misterioso ataque demoníaco. El Doctor Occult conjura a Yellow Peri, como guía espiritual prescindible para los reinos del Infierno. A pesar de ello, él la rescata de un ataque demoníaco que le causa perder las dos piernas a partir de las rodillas. Occult y Peri encuentran a Rose, quien colabora con las fuerzas del Purgatorio que intentan conquistar el Infierno.
En un intento desesperado de detener a Blaze y Satanus de conquistar el Purgatorio, Rose entra en el Infierno por su propia voluntad, condenandose a la maldición eterna. A pesar del consejo de Yellow Peri, el Doctor Occult la confía con el Principio innombrado, una verdad misteriosa y universal que toda alma condenada sabe, pero no puede comunicar de ningún modo. Ese principio se revela más tarde como "Puedes irte cuando quieras", aunque ningún alma condenada ha dejado el Infierno por su propia voluntad en Tel Universo DC, incluyendo a Rose.

### Los nuevos 52
En the New 52 (un reboot del Universo DC), el Doctor Occult apareció en las páginas finales del número 12 de Justice League Dark, donde se revela que es el guardián de la Casa de los Secretos. Nick Necro, cuya identidad no se revela hasta el siguiente número, llama a la puerta del Doctor Occult. Cuando el Doctor Occult abre la puerta, reconoce a su visitante justo antes de que éste le ataque y le asesine.

## Poderes y habilidades
El Doctor Occult tiene los poderes de proyección astral, hipnosis, creación de ilusiones, y telekinesis. Porta un poderoso talismán llamado el Símbolo Místico de los Siete, que le otorga los poderes de la clarividencia, capacidad para hacer exorcismos, y protección mediante un campo de fuerza.

## En otros medios

### Videojuegos
El Doctor Occult aparece en DC Universe Online.

### Miscelánea
El Doctor Occult aparece en el episodio 9 de la serie de dibujos animados Batman, el Valiente. Batman se une a él, al Doctor Fate, a Sargon el Hechicero, y a Zatanna para derrotar al Vacío.